# Hermandad de la Cena (Málaga)
La Hermandad de la Cena, cuya denominación oficial y completa es Real y Muy Ilustre Hermandad de la Sagrada Cena Sacramental y María Santísima de la Paz, es una hermandad de Málaga, miembro de la Agrupación de Cofradías, que participa en la Semana Santa malacitana.

## Historia
La Hermandad ya existía en el siglo XVII en el antiguo convento de San Luis el Real, siendo filial de la Hermandad de la Limpia y Pura Concepción. Se desorganizó y más tarde se volvió a organizar en el Real Santuario de la Victoria.
Después de los horrendos sucesos de mayo de 1931, se encarga la imagen de Mª Stma. de la Paz al imaginero José Gabriel Martín Simón así como la realización del Cristo y los apóstoles al escultor valenciano Pío Mollar Franch.
El 20 de marzo de 1969 se bendice e inaugura la Capilla, nueva sede de la Hermandad, situada al lado de la estación de Renfe. El 28 de diciembre de ese mismo año, día de los Santos Inocentes, la capilla sufrió un pavoroso incendio, calcinándose tanto el grupo escultórico de la Cena como María Santísima de la Paz, junto al patrimonio que se encontraba cercano al lugar donde dio inicio incluyéndose ambos tronos, excepto el palio y el manto que se encontraba en labores de restauración.
Las nuevas imágenes fueron encargadas al entonces joven artista Luis Álvarez Duarte.
El 4 de junio de 2005 la corporación abandonó la capilla y se trasladó a su Capilla-Casa Hermandad de Puerta Nueva, saliendo en 2006 por primera vez de ésta. Al ser un sitio poco adecuado para el culto, se traslada a los titulares a la cercana Parroquia de los Santos Mártires y se deja la Casa Hermandad como lugar para llevar a cabo la vida de hermandad y realizar la salida procesional. En julio de 2020, se aprobó por unanimidad el cambio de sede canónica a la Iglesia de Santo Domingo, aprovechando la estancia allí de sus titulares por las obras de restauración y rehabilitación de la Parroquia de los Mártires.

## Imágenes
El Señor es obra de Luis Álvarez Duarte en 1971, restaurado por Estrella Arcos en 1995 y la Virgen de la Paz es del mismo autor (1970), también restaurada por Estrella Arcos en el mismo año. El grupo Apostólico también es obra de Luis Álvarez Duarte, restaurado posteriormente por Ana María Azuaga Rico. Las imágenes fueron restauradas de nuevo por su autor, Luis Álvarez Duarte en 2012 (Mª Stma. de la Paz) y en 2013 (Señor de la Cena). 

## Tronos
El trono del Señor es de Guzmán Bejarano, de madera tallada y dorada, con imágenes de Luis Ortega Bru y Rafael Barbero, el de la Virgen es de metal plateado cincelado de los talleres Villarreal, con imágenes de Rafael Barbero, con palio y manto bordados por las R.R.M.M. Adoratrices, todo bajo diseño de Juan Casielles del Nido.

## Sede Canónica
|                                       |
| Capilla de la Estación (1969 - 2005). |

|                                               |
| Parroquia de los Santos Mártires (2005-2020). |

|                                           |
| Iglesia de Santo Domingo (2020-presente). |

## Marchas dedicadas
Banda de Música:
- Himno del Santo Grial, Perfecto Artola (1988)
- Eucaristía, Rafael Hernández Moreno (s/f)
- Virgen de la Paz, Rafael Hernández Moreno (s/f)
- Pax Malacitana, Francisco Javier Moreno (1995)
- Pasa la Virgen de la Paz, Juan Ramón Gálvez Martín (1996)
- Reina de Nuestra Paz, Sergio Bueno de la Peña (1996)
- Hombre de trono (de la Virgen de la Paz), José Antonio Molero Luque (1997)
- Señor de la Cena, José Ramón Valiño Cabrerizo (1998)
- Reina de la Paz, Sergio Pastor González (2004)
- Danos tu Paz, José Luis Pérez Zambrana (2014)
- La Virgen de la Paz, Narciso Pérez Espinosa (2016)
- La Paz de María, Cristóbal López Gándara (2020)
- Pasa la Virgen de la Paz, Daniel Albarrán (2024)
- La Madre del Salvador, Oscar Mosteiro (2024)

Cornetas y Tambores:
- La Virgen de la Paz, Alberto Escámez (1944)
- Domingo de Corpus, Alberto Zumaquero (2013)
- Sagrada Cena, Juan M. Fernández
- La Última Cena, Alfonso López Cortés (2019)
- El Día del Señor, Alfonso López Cortés (2024)

Agrupación Musical:
- Cáliz de Paz, Juan Luis Muñoz (2008)
- El Sacramento de Nuestra Fe, Felipe Cañizares Navarro (2012)
- En la Cena del Señor, José Manuel Mena Hervás (2017)
- El Camino, la Verdad y la Vida, Francisco José Ortiz Morón (2019)
- El Santísimo Sacramento, Francisco David Álvarez Barroso (2020)
- In Cena Pacis, J. M. Sánchez Crespillo (2024)

## Curiosidades
- La imagen de Santiago el Menor es un autorretrato de Luis Álvarez Duarte.
- La de Cristo, es la primera obra cristífera realizada por el autor.
- Antiguamente, en la mesa de la Sagrada Cena se colocaba un cordero que era regalado al final de la procesión.
- Mª Stma. de la Paz es la primera obra del sevillano Álvarez Duarte en Málaga.
- Esta hermandad ha cambiado de sede en varias ocasiones, en primer lugar en el Santuario de la Victoria, donde se fundaría en el año 1924. Posteriormente, se establecen lazos muy fuertes con la antigua RENFE y se trasladan las imágenes a la explanada de la estación, siendo así la primera salida en el año 1967 y bendecida en el 1969. En el año 2004, Adif (nacida de la separación de intereses de la originaria RENFE), propone a la Hermandad el cambio de Sede Canónica, alcanzándose un acuerdo entre el Ayuntamiento de Málaga, Adif, la constructora NECSA y la Hermandad de la Cena para que, con la intervención de las tres primeras, se levante sin gravar económicamente a la Hermandad, una nueva Casa Hermandad en C/ Compañía,[2] lugar que ocuparían las imágenes en una capilla establecida dentro de la hermandad. En una incesante búsqueda para dar culto correctamente, se baraja la posibilidad de Santo Domingo de Guzmán, pero no se llega a un acuerdo con la curia. Finalmente, llega a la Parroquia de los Santos Mártires, y se establece en la Capilla de Santa Gema. En enero de 2020, la hermandad traslada a sus titulares a la iglesia de Santo Domingo de Guzmán por unas importantes reformas en la sede Parroquial de los Mártires. Tras un cabildo de hermanos se aprueba que la hermandad se quede en la iglesia de Santo Domingo de Guzmán.

## Recorrido Oficial
| Predecesor: La Expiración (Miércoles Santo) | Orden de entrada en el Recorrido Oficial (Jueves Santo) 1.er lugar | Sucesor: Santa Cruz |